# Asia Muhammad
Asia Muhammad (* 4. April 1991 in Long Beach, Kalifornien) ist eine US-amerikanische Tennisspielerin. Sie ist die ältere Schwester des NBA-Basketballspielers Shabazz Muhammad.

## Karriere
Muhammed gewann als Juniorin 2008 an der Seite von Lauren Embree die Doppelkonkurrenz des prestigeträchtigen Nachwuchsturniers Orange Bowl.
Sie spielt hauptsächlich Turniere auf dem ITF Women’s Circuit, auf dem sie 14 Turniersiege im Einzel und 35 Doppeltitel erringen konnte. Auf der WTA Tour gewann sie ihren ersten Doppeltitel im Juni 2015 mit Laura Siegemund in ’s-Hertogenbosch. Auf Grand-Slam-Turnieren trat sie zunächst nur bei den US Open in Erscheinung; sie konnte dort 2008 im Einzel sowie 2008, 2009 und 2014 im Doppel jeweils mit einer Wildcard im Hauptfeld antreten, scheiterte aber jeweils in der ersten Runde. 2015 gelang ihr dort im Doppel schließlich erstmals der Einzug in die zweite Runde. 2016 stand sie erstmals im Hauptfeld der French Open, scheiterte aber im Doppel in Runde eins.
Ihre besten Weltranglistenplatzierungen erreichte sie mit Rang 124 im Einzel im April 2017 und mit Rang 19 im Doppel im August 2024.

## Turniersiege

### Einzel
| Nr. | Datum              | Turnier         | Kategorie   | Belag             | Finalgegnerin         | Ergebnis       |
| --- | ------------------ | --------------- | ----------- | ----------------- | --------------------- | -------------- |
| 1.  | 3. Juni 2007       | Houston         | ITF $10.000 | Hartplatz (Halle) | Jelena Pandžić        | 6:3, 4:6, 6:4  |
| 2.  | 12. Mai 2013       | Raleigh         | ITF $25.000 | Sand              | Chalena Scholl        | 6:2, 6:2       |
| 3.  | 8. November 2015   | Canberra        | ITF $50.000 | Hartplatz         | Eri Hozumi            | 6:4, 6:3       |
| 4.  | 4. Februar 2017    | Burnie          | ITF $60.000 | Hartplatz         | Arina Rodionova       | 6:2, 6:1       |
| 5.  | 25. Februar 2018   | Rancho Santa Fe | ITF $25.000 | Hartplatz         | Kurumi Nara           | 6:4, 2:6, 7:63 |
| 6.  | 5. August 2018     | Lexington       | ITF $60.000 | Hartplatz         | Ann Li                | 7:5, 6:1       |
| 7.  | 30. September 2018 | Templeton       | ITF $60.000 | Hartplatz         | Sessil Karatantschewa | 2:6, 6:4, 6:3  |
| 8.  | 22. September 2019 | Cairns          | ITF W25     | Hartplatz         | Zuzana Zlochová       | 6:2, 6:2       |
| 9.  | 6. Oktober 2019    | Brisbane        | ITF W25     | Hartplatz         | Maddison Inglis       | 6:3, 3:6, 6:3  |
| 10. | 9. Februar 2020    | Launceston      | ITF W25     | Hartplatz         | Destanee Aiava        | 6:4, 6:3       |
| 11. | 11. Februar 2022   | Canberra        | ITF W25     | Hartplatz         | Priscilla Hon         | 6:76, 6:3, 6:2 |
| 12. | 20. Februar 2022   | Canberra        | ITF W25     | Hartplatz         | Arina Rodionova       | 6:1, 7:67      |
| 13. | 6. März 2022       | Bendigo         | ITF W25     | Hartplatz         | Olivia Gadecki        | 6:2, 6:4       |
| 14. | 22. Juli 2023      | Roehampton      | ITF W25     | Hartplatz         | Park So-hyun          | 6:2, 1:0r      |

### Doppel
| Nr. | Datum              | Turnier              | Kategorie         | Belag             | Partnerin           | Finalgegnerinnen                                | Ergebnis          |
| --- | ------------------ | -------------------- | ----------------- | ----------------- | ------------------- | ----------------------------------------------- | ----------------- |
| 1.  | 17. Oktober 2010   | Troy                 | ITF $50.000       | Hartplatz         | Madison Brengle     | Alina Schidkowa Laura Siegemund                 | 6:2, 6:4          |
| 2.  | 29. Mai 2011       | Carson               | ITF $50.000       | Hartplatz         | Alexandra Mueller   | Christina Fusano Yasmin Schnack                 | 6:2, 6:3          |
| 3.  | 10. Juli 2011      | Waterloo             | ITF $50.000       | Sand              | Alexandra Mueller   | Eugenie Bouchard Megan Moulton-Levy             | 6:3, 3:6, [10:7]  |
| 4.  | 25. September 2011 | Albuquerque (1)      | ITF $75.000       | Hartplatz         | Alexa Glatch        | Grace Min Melanie Oudin                         | 4:6, 6:3, [10:2]  |
| 5.  | 3. Juni 2012       | Sacramento           | ITF $50.000       | Hartplatz         | Yasmin Schnack      | Kaitlyn Christian Maria Sanchez                 | 6:3, 7:64         |
| 6.  | 23. September 2012 | Albuquerque (2)      | ITF $75.000       | Hartplatz         | Yasmin Schnack      | Irina Falconi Maria Sanchez                     | 6:2, 1:6, [12:10] |
| 7.  | 17. Februar 2013   | Rancho Santa Fe (1)  | ITF $25.000       | Hartplatz         | Allie Will          | Anushka Bhargava Macall Harkins                 | 6:1, 6:4          |
| 8.  | 12. Mai 2013       | Raleigh              | ITF $25.000       | Sand              | Allie Will          | Jessica Moore Sally Peers                       | 6:3, 6:3          |
| 9.  | 27. April 2014     | Charlottesville (1)  | ITF $50.000       | Sand              | Taylor Townsend     | Irina Falconi Maria Sanchez                     | 6:3, 6:1          |
| 10. | 4. Mai 2014        | Indian Harbour Beach | ITF $50.000       | Sand              | Taylor Townsend     | Jan Abaza Sanaz Marand                          | 6:2, 6:1          |
| 11. | 3. August 2014     | Vancouver            | ITF $100.000      | Hartplatz         | Maria Sanchez       | Jamie Loeb Allie Will                           | 6:3, 1:6, [10:8]  |
| 12. | 18. Januar 2015    | Plantation           | ITF $25.000       | Sand              | Irina Chromatschewa | Jan Abaza Sanaz Marand                          | 6:2, 6:2          |
| 13. | 28. Februar 2015   | Rancho Santa Fe (2)  | ITF $25.000       | Hartplatz         | Samantha Crawford   | İpek Soylu Nina Stojanović                      | 6:0, 6:3          |
| 14. | 13. Juni 2015      | ’s-Hertogenbosch     | WTA International | Rasen             | Laura Siegemund     | Jelena Janković Anastassija Pawljutschenkowa    | 6:3, 7:5          |
| 15. | 24. Oktober 2015   | Brisbane             | ITF $25.000       | Hartplatz         | Lauren Embree       | Noppawan Lertcheewakarn Varatchaya Wongteanchai | 6:2, 4:6, [11:9]  |
| 16. | 14. November 2015  | Bendigo (1)          | ITF $50.000       | Hartplatz         | Lauren Embree       | Natela Dzalamidze Hiroko Kuwata                 | 7:5, 6:3          |
| 17. | 30. Januar 2016    | Maui                 | ITF $50.000       | Hartplatz         | Maria Sanchez       | Jessica Pegula Taylor Townsend                  | 6:2, 3:6, [10:6]  |
| 18. | 27. Februar 2016   | Rancho Santa Fe (3)  | ITF $25.000       | Hartplatz         | Taylor Townsend     | Jessica Pegula Carol Zhao                       | 6:3, 6:4          |
| 19. | 3. April 2016      | Osprey               | ITF $50.000       | Sand              | Taylor Townsend     | Louisa Chirico Katerina Stewart                 | 6:1, 6:75, [10:4] |
| 20. | 16. April 2016     | Pelham               | ITF $25.000       | Sand              | Taylor Townsend     | Sophie Chang Caitlin Whoriskey                  | 6:2, 6:3          |
| 21. | 24. April 2016     | Dothan               | ITF $50.000       | Sand              | Taylor Townsend     | Keri Wong Caitlin Whoriskey                     | 6:0, 6:1          |
| 22. | 1. Mai 2016        | Charlottesville (2)  | ITF $50.000       | Sand              | Taylor Townsend     | Alexandra Panowa Shelby Rogers                  | 7:64, 6:0         |
| 23. | 24. September 2016 | Guangzhou            | WTA International | Hartplatz         | Peng Shuai          | Wolha Hawarzowa Wera Lapko                      | 6:2, 7:63         |
| 24. | 29. Oktober 2016   | Bendigo (2)          | ITF $ 50.000      | Hartplatz         | Arina Rodionova     | Shūko Aoyama Risa Ozaki                         | 6:4, 6:3          |
| 25. | 4. November 2017   | Canberra             | ITF $ 60.000      | Hartplatz         | Arina Rodionova     | Jessica Moore Ellen Perez                       | 6:4, 6:4          |
| 26. | 13. Mai 2018       | Fukuoka              | ITF $60.000       | Teppich           | Naomi Broady        | Tara Moore Amra Sadikovic                       | 6:2, 6:0          |
| 27. | 20. Mai 2018       | Kurume               | ITF $60.000       | Teppich           | Naomi Broady        | Katy Dunne Abigail Tere-Apisah                  | 6:2, 6:4          |
| 28. | 23. Juni 2018      | Ilkley               | ITF $100.000      | Rasen             | Maria Sanchez       | Natela Dsalamidse Galina Woskobojewa            | 4:6, 6:3, [10:1]  |
| 29. | 21. Juli 2018      | Berkeley             | ITF $60.000       | Hartplatz         | Nicole Gibbs        | Ellen Perez Sabrina Santamaria                  | 6:4, 6:1          |
| 30. | 16. September 2018 | Québec               | WTA International | Teppich (Halle)   | Maria Sanchez       | Darija Jurak Xenia Knoll                        | 6:4, 6:3          |
| 31. | 30. September 2018 | Templeton            | ITF $60.000       | Hartplatz         | Maria Sanchez       | Quinn Gleason Luisa Stefani                     | 6:74, 6:2, [10:8] |
| 32. | 3. November 2018   | Tyler                | ITF $80.000       | Hartplatz         | Nicole Gibbs        | Desirae Krawczyk Giuliana Olmos                 | 3:6, 6:3, [14:12] |
| 33. | 11. November 2018  | Las Vegas            | ITF $80.000       | Hartplatz         | Maria Sanchez       | Sophie Chang Alexandra Mueller                  | 6:3, 6:4          |
| 34. | 7. April 2019      | Monterrey            | WTA International | Hartplatz         | Maria Sanchez       | Monique Adamczak Jessica Moore                  | 7:62, 6:4         |
| 35. | 28. April 2019     | Charlottesville (3)  | ITF W80           | Sand              | Taylor Townsend     | Lucie Hradecká Katarzyna Kawa                   | 4:6, 7:5, [10:3]  |
| 36. | 4. Mai 2019        | Charleston           | ITF W100          | Sand              | Taylor Townsend     | Madison Brengle Lauren Davis                    | 6:2, 6:2          |
| 37. | 2. November 2019   | Playford             | ITF W60           | Hartplatz         | Storm Sanders       | Naiktha Bains Tereza Mihalíková                 | 6:3, 6:4          |
| 38. | 12. Januar 2020    | Auckland             | WTA International | Hartplatz         | Taylor Townsend     | Serena Williams Caroline Wozniacki              | 6:4, 6:4          |
| 39. | 7. März 2020       | Indian Wells         | WTA Challenger    | Hartplatz         | Taylor Townsend     | Catherine McNally Jessica Pegula                | 6:4, 6:4          |
| 40. | 20. März 2021      | Monterrey            | WTA 250           | Hartplatz         | Caroline Dolehide   | Heather Watson Zheng Saisai                     | 6:2, 6:3          |
| 41. | 6. November 2021   | Midland              | WTA Challenger    | Hartplatz (Halle) | Harriet Dart        | Peangtarn Plipuech Aldila Sutjiadi              | 6:3, 2:6, [10:7]  |
| 42. | 9. Januar 2022     | Melbourne            | WTA 250           | Hartplatz         | Jessica Pegula      | Sara Errani Jasmine Paolini                     | 6:3, 6:1          |
| 43. | 12. Februar 2022   | Canberra             | ITF W25           | Hartplatz         | Arina Rodionova     | Alison Bai Jaimee Fourlis                       | 6:3, 3:6, [10:6]  |
| 44. | 19. Februar 2022   | Canberra             | ITF W25           | Hartplatz         | Arina Rodionova     | Alison Bai Jaimee Fourlis                       | 7:62, 7:65        |
| 45. | 20. August 2022    | Vancouver            | WTA Challenger    | Hartplatz         | Miyu Katō           | Tímea Babos Angela Kulikov                      | 6:3, 7:5          |
| 46. | 6. November 2022   | Midland              | WTA Challenger    | Hartplatz (Halle) | Alycia Parks        | Anna-Lena Friedsam Nadija Kitschenok            | 6:2, 6:3          |
| 47. | 7. Januar 2023     | Adelaide             | WTA 500           | Hartplatz         | Taylor Townsend     | Storm Hunter Kateřina Siniaková                 | 6:2, 7:62         |
| 48. | 11. Februar 2024   | Cluj-Napoca          | WTA 250           | Hartplatz (Halle) | Caty McNally        | Harriet Dart Tereza Mihalíková                  | 6:3, 6:4          |
| 49. | 18. Mai 2024       | Paris                | WTA Challenger    | Sand              | Aldila Sutjiadi     | Monica Niculescu Zhu Lin                        | 7:63, 4:6, [11:9] |
| 50. | 3. August 2024     | Washington           | WTA 500           | Hartplatz         | Taylor Townsend     | Jiang Xinyu Wu Fang-hsien                       | 7:60, 6:3         |
| 51. | 19. August 2024    | Cincinnati           | WTA 1000          | Hartplatz         | Erin Routliffe      | Leylah Fernandez Julija Putinzewa               | 3:6, 6:1, [10:4]  |
| 52. | 15. März 2025      | Indian Wells         | WTA 1000          | Hartplatz         | Demi Schuurs        | Tereza Mihalíková Olivia Nicholls               | 6:2, 7:64         |
| 53. | 15. Juni 2025      | London               | WTA 500           | Rasen             | Demi Schuurs        | Anna Danilina Diana Schneider                   | 7:5, 6:73, [10:4] |

## Abschneiden bei Grand-Slam-Turnieren

### Dameneinzel
| Turnier         | 2007 | 2008 | 2009 | 2010 | 2011 | 2012 | 2013 | 2014 | 2015 | 2016 | 2017 | 2018 | 2019 | 2020 | 2021 | 2022 | 2023 | Karriere |
| --------------- | ---- | ---- | ---- | ---- | ---- | ---- | ---- | ---- | ---- | ---- | ---- | ---- | ---- | ---- | ---- | ---- | ---- | -------- |
| Australian Open | —    | —    | —    | —    | —    | —    | —    | —    | —    | —    | Q1   | Q1   | Q2   | Q1   | Q1   | Q2   | Q3   | —        |
| French Open     | —    | —    | —    | —    | —    | —    | —    | —    | —    | —    | Q1   | —    | —    | Q2   | Q2   | Q1   | —    | —        |
| Wimbledon       | —    | —    | —    | —    | —    | —    | —    | —    | —    | Q1   | Q3   | —    | Q1   |      | Q2   | Q1   | —    | —        |
| US Open         | Q1   | 1    | Q2   | —    | —    | —    | —    | Q1   | —    | Q3   | Q1   | 1    | Q3   | 1    | Q1   | Q1   | —    | 1        |

Zeichenerklärung: S = Turniersieg; F, HF, VF, AF = Einzug ins Finale / Halbfinale / Viertelfinale / Achtelfinale; 1, 2, 3 = Ausscheiden in der 1. / 2. / 3. Hauptrunde; Q1, Q2, Q3 = Ausscheiden in der 1. / 2. / 3. Qualifikationsrunde; nicht ausgetragen

### Damendoppel
| Turnier         | 2008 | 2009 | 2010 | 2011 | 2012 | 2013 | 2014 | 2015 | 2016 | 2017 | 2018 | 2019 | 2020 | 2021 | 2022 | 2023 | 2024 | 2025 | Karriere |
| --------------- | ---- | ---- | ---- | ---- | ---- | ---- | ---- | ---- | ---- | ---- | ---- | ---- | ---- | ---- | ---- | ---- | ---- | ---- | -------- |
| Australian Open | —    | —    | —    | —    | —    | —    | —    | —    | —    | 1    | —    | AF   | 2    | 1    | 2    | 2    | 1    | AF   | AF       |
| French Open     | —    | —    | —    | —    | —    | —    | —    | —    | 1    | 1    | —    | 1    | VF   | 2    | AF   | AF   | 2    | AF   | VF       |
| Wimbledon       | —    | —    | —    | —    | —    | —    | —    | —    | —    | 1    | 1    | 1    |      | AF   | AF   | 1    | AF   | 2    | AF       |
| US Open         | 1    | 1    | —    | —    | —    | —    | 1    | 2    | VF   | 1    | 2    | 1    | HF   | 1    | AF   | 1    | AF   |      | HF       |

### Mixed
| Turnier         | 2014 | 2015 | 2016 | 2017 | 2018 | 2019 | 2020 | 2021 | 2022 | 2023 | 2024 | 2025 | Karriere |
| --------------- | ---- | ---- | ---- | ---- | ---- | ---- | ---- | ---- | ---- | ---- | ---- | ---- | -------- |
| Australian Open | —    | —    | —    | —    | —    | —    | —    | 1    | 1    | —    | —    | VF   | VF       |
| French Open     | —    | —    | —    | —    | —    | AF   |      | —    | 1    | VF   | AF   | 1    | VF       |
| Wimbledon       | —    | —    | —    | 1    | —    | 2    |      | 2    | 1    | —    | AF   | AF   | AF       |
| US Open         | 1    | —    | —    | —    | —    | 1    |      | 1    | —    | 1    | 1    |      | 1        |

### Juniorinneneinzel
| Turnier         | 2008 | 2009 | Karriere |
| --------------- | ---- | ---- | -------- |
| Australian Open | —    | —    | —        |
| French Open     | —    | —    | —        |
| Wimbledon       | —    | —    | —        |
| US Open         | AF   | AF   | AF       |